# إيلين ثاير فيشر
إيلين ثاير فيشر (بالإنجليزية: Ellen Thayer Fisher)‏ هي فنانة أمريكية، ولدت في 16 أبريل 1847 في بوسطن في الولايات المتحدة، وتوفيت في 15 أكتوبر 1911 في مقاطعة بيركشاير في الولايات المتحدة.

## معرض صور

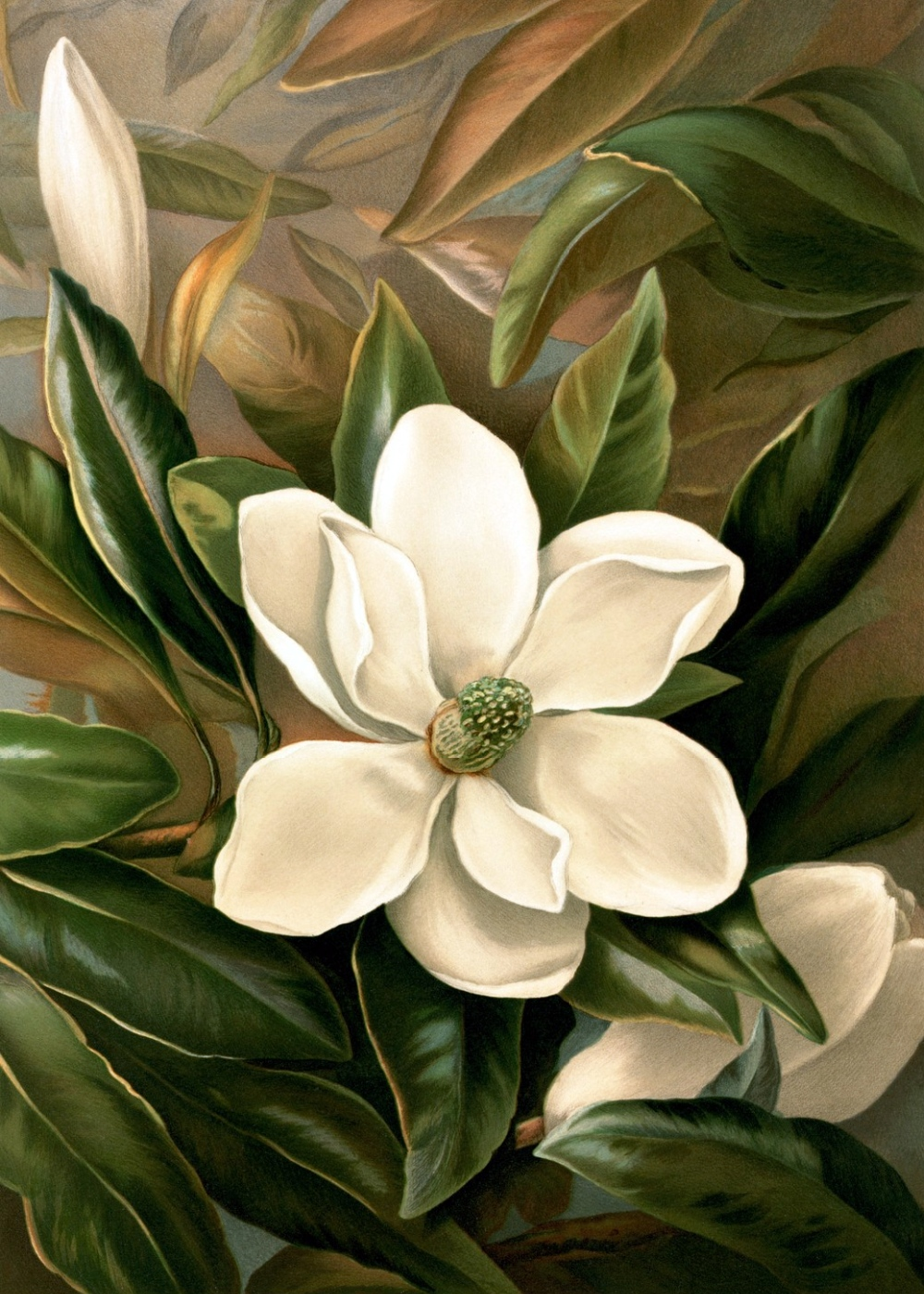
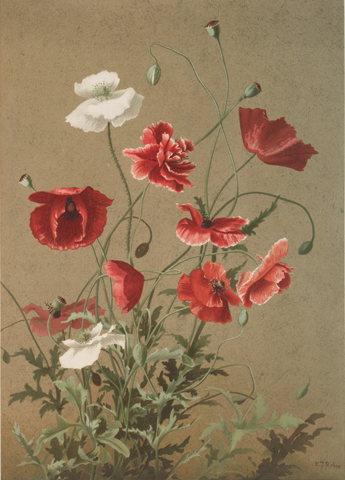
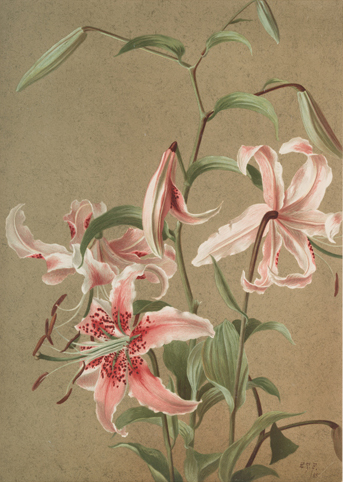